# Živko Andrijašević
Živko Andrijašević (Bar, 1967.), crnogorski povjesničar.
Doktorirao na temi Državna ideologija Crne Gore 1878. – 1918. na na Filozofskom fakultetu u Beogradu 2003. godine.
Trenutačno docent na Filozofskom fakultetu u Nikšiću.

### Djela
- Nacrt za ideologiju jedne vlasti
- Nacija s greškom
- Crnogorska crkva 1852.-1918.